# Saint-Nizier-le-Bouchoux

Saint-Nizier-le-Bouchoux este o comună în departamentul Ain din estul Franței.